# Bianca e Fernando
Bianca e Fernando és una òpera en dos actes composta per Vincenzo Bellini sobre un llibret italià de Domenico Gilardoni, basat en Bianca e Fernando alla tomba di Carlo IV, duca d'Agrigento de Carlo Roti. S'estrenà al Teatro San Carlo de Nàpols el 30 de maig de 1826. A Catalunya s'estrenà el 1830 al Teatre Principal de Barcelona: fou l'únic lloc on es representà durant el segle xix.

## Història
En aquesta òpera trobem dues versions: La primera, titulada Bianca e Gernando (1826), sobre el llibret de Domenico Gilardoni. La segona, Bianca e Fernando (1828), té un llibret modificat per Felice Romani, qui es convertiria en un fidel col·laborador de Bellini en set de les seves òperes. El canvi de nom es produí perquè l'any 1826, prohibiren el nom a Fernando en tots els títols, perquè Ferdinando era el nom de l'hereu del tro i, per tant, no es podia fet servir en un escenari.
Per la segona versió de l'òpera, Bellini va rebutjar la petició de Gilardoni per revisar el llibret, preferint en canvi a Felice Romani, qui el va considerar com el poeta superior. En aquesta, Bellini reorganitzà la música per satisfer les veus dels cantants, i Romani reconstruí el llibret, on va alterar la meitat de l'obra, menys el gran duo i la romança. La primera representació de Bianca e Fernando va tenir lloc a la inauguració del nou Teatre Carlo Felice, a Gènova el 7 d'abril de l'any 1828.
L'any 1826, Bellini tenia la seva primer funció en el Teatre di San Carlo, a Nàpols, el 30 de maig del 1826. El seu èxit va causar que el jove compositor Domenico Barbaja, l'intendent del San Carlo i també part de la direcció de La Scala, el teatre d'òpera a Milà, li oferissin escriure una nova òpera per a La Scala.
Dos anys després de la mort de Bellini, l'òpera va ser representada al Teatre Valle de Roma el 31 de juliol del 1838 amb Franceschini-Rossi Leonilde i Cirillo Antognini en els papers principals. La crítica d'aquest concert, a càrrec d'Antonio Tosi a la Rivisita Teatrale de Roma, alabava als cantants principals, però contrastà Bianca e Fernando amb les altres obres madures de Bellini, escrivint que en aquesta òpera Bellini tenia: 
"followed the method of those numerous servile imitators of the Rossinian style who, lacking that master's genius and distinction, remained unaware that in the fine arts, not copies, but creations are wanted, not imitations, but originality”.

## Personatges
| Personatge                                         | Tessitura    | Repartiment de l'estrena, Bianca e Gernando, 30 de maig de 1826 | Repartiment de l'estrena, Bianca e Fernando, 7 d'abril de 1828 |
| -------------------------------------------------- | ------------ | --------------------------------------------------------------- | -------------------------------------------------------------- |
| Bianca                                             | soprano      | Henriette Méric-Lalande                                         | Adelaide Tosi                                                  |
| Fernando                                           | tenor        | Giovanni Battista Rubini                                        | Giovanni David                                                 |
| Carlo, duc de Agrigento, pare de Bianca y Fernando | Baix         | Arcangelo Berrettoni                                            | Giuseppe Rossi                                                 |
| Filippo                                            | Baix         | Luigi Lablache                                                  | Antonio Tamburini                                              |
| Clemente                                           | Baix         | Michele Benedetti                                               | Agostino Rovere                                                |
| Viscardo                                           | Mezzosoprano | Almerinda Manzocchi                                             | Elisabetta Coda                                                |
| Uggero                                             | tenor        | Gaetano Chizzola                                                | Antonio Crippa                                                 |
| Eloisa                                             | mezzosoprano | Elisa Manzocchi                                                 | Marietta Riva                                                  |

## Argument
L'acció té lloc a Agrigento, entre els segles XIV i XV.
Antecedent
L'ambiciós Filippo ha tancar secretament a la presó a Carlo, duc d'Agrigento, després d'haver usurpat al seu tron. Fernando, fill de Carlo, ha estat forçat a anar a l'exili tot i que ell encara fos un nen. La filla de Carlo, Bianca, la viuda del duc de Messina i mare del petit Enrico, inconscient dels arguments de Filippo, està d'acord en casar-se amb ell.
Fernando, ja adult, torna a la pàtria amb el propòsit de venjar al seu pare, que creu mort.
Acte I
Sota el nom fals d'Alfonso i fingint ser un soldat de fortuna, Fernando es presenta al palau d'Agrigento i ofereix els seus serveis al nou duc. Convenç Viscardo, un seguidor de Filippo, que ell va veure Fernando morir i Filippo s'alegra d'aquestes notícies. Filippo contracta Fernando, confiant-li la tasca de matar Carlo.
Bianca arriba al palau per rebre el seu espòs. Aquí es troba amb Fernando però, després de tants anys, no el reconeix. Fins i tot, sospita d'ell. Per altra banda, Fernando es pensa que la seva germana és còmplice de l'usurpador.
Acte II
Filippo ordena a Fernando que vagi a la presó a matar Carlo. Al mateix temps, anuncia la seva boda amb Bianca. El còmplice vell i confiat, Clemente, informa Fernando que Bianca vol veure'l. Finalment es troben cara a cara. Fernando li explica tot sobre Filippo i junts van a la presó a alliberar Carlo, seguit pels seus companys d'armes. Filippo també arriba portant amb ell el fill de Bianca que amenaça de matar si Fernando no es rendeix. Però el fidel Clemente el desarma i el tirà finalment és enderrocat.

## Estructura musical
- Simfonia

Acte I
- N. 1 – Introducció, Cor i Cavatina de Fernando Questo è mia Reggia - Sgombra quel duol - A tanto duol (Fernando, Uggero, Cor)
- N. 2 - Cavatina de Filippo Ah no, sì lieta sorte (Filippo, Cor)
- N. 3 - Trio de Filippo, Fernando i Viscardo Son cifre di Fernando
- N. 4 - Cor i Cavatina de Bianca Viva Bianca! Viva ognor! - La mia scelta a voi sia grata (Cor, Filippo, Clemente, Viscardo, Eloisa, Bianca)
- N. 5 - Final I Mira, o Bianca - Ah! che l'alma invade un gelo - Rode, e lacera il mio petto (Filippo, Cor, Fernando, Bianca, Clemente, Uggero, Eloisa, Viscardo)

Acte II
- N. 6 - Ària de Filippo Allor che notte avanza (Filippo, Fernando, Cor)
- N. 7 - Romança de Bianca Sorgi, o padre (Bianca, Eloisa)
- N. 8 - Duet de Fernando e Bianca No!... mia suora più non sei...
- N. 9 - Cor i Ària de Fernando Tutti siam? - All'udir del padre afflitto (Cor, Fernando)
- N. 10 – Romança de Carlo Da gelido sudore
- N. 11 - Trio de Bianca, Fernando e Carlo i Ària Final de Bianca Al pianto mio deh! cedi - Crudele, ai tuoi piedi (Bianca, Fernando, Carlo, Cor, Uggero, Clemente, Filippo).

## Característiques generals
Obra poc coneguda i per alguns versos amargs. Bianca e Fernando conté moltes característiques típiques de la personalitat de Bellini.
Tot el drama tendeix cap al retrobament dels dos germans i la escena posterior on creien que el seu pare era mort. Musicalment, la major part del treball és al duo entre Bianca i Fernando, que despertà l'entusiasme del públic napolità, el qual el seu diàleg arriba a una temperatura alta, anticipant la gran força dramàtica declamada de Verdi.
Les pàgines de la Simfonia en Do menor donen a la primera part de la escena de la presó un to patètic de gran impacte teatral, sobretot quan la obscuritat és il·luminada per l'entorxa de Bianca i Fernando, que s'introdueixen a la cel·la dirigida per una progressió musical.
Quasi totes les millors pàgines pertanyen a la versió original. Algunes parts es veuen influïdes per l'escenari de Rossini, com pot ser al principi al cor inicial, que presenta la típica mescla de Rossini brillant i estil cortesà que escoltat per un oient modern pot semblar quasi humorística. També hi ha referències a l'escola napolitana, en el contrapunt com el insistent ús del mode menor.
Però la mà de Bellini, sorgeix regularment en episodis cantabiles, com la romança de la Bianca. Es lamenta en sol menor, acompanyat per una arpa, un exemple típic de la vena lírica de Bellini. La melodia passa repetidament pel bosc (clarinet, flauta, fagot) una i una altra veu femenina, fins que el seu arc, després de tocar el so i el clímax expressiu en la modulació de la cola, s'esvaeix amb el so del corn anglès.